# Квадратний корінь з двох

Квадратний корінь з 2 дорівнює довжині гіпотенузи в прямокутному трикутнику з довжиною катетів 1.

Квадратний корінь з числа 2 — дійсне число більше нуля, яке при множенні саме на себе дає число 2. Позначення: {\displaystyle {\sqrt {2}}.} Приведемо значення кореня з 2 з 65 знаками після коми:
1,414 213 562 373 095 048 801 688 724 209 698 078 569 671 875 376 948 073 176 679 737 99…
Геометричний корінь з 2 можливо представити як довжину діагоналі квадрата зі стороною 1 (це слідує з теореми Піфагора). Можливо, це було перше відоме в історії математики ірраціональне число (тобто число, яке неможливо точно представити у вигляді дробу).

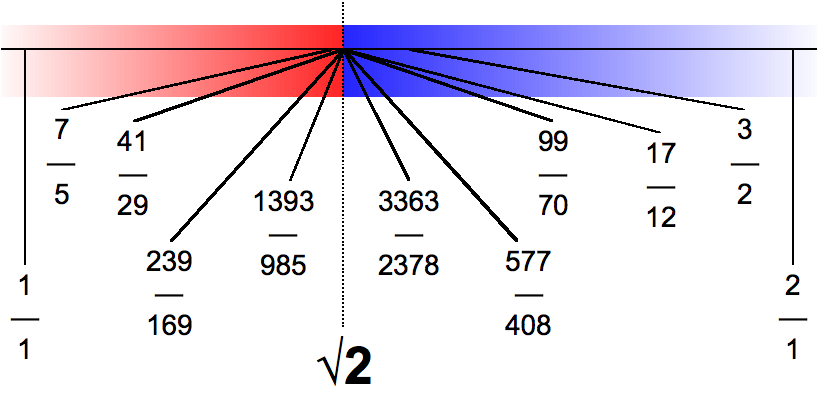
Квадратний корінь з 2.

Гарним і часто використовуваним наближенням до {\displaystyle {\sqrt {2}}} є дріб {\displaystyle {\tfrac {99}{70}}}. Незважаючи на те, що чисельник і знаменник дробу лише двозначні цілі, воно відрізняється від реального значення менше, ніж на 1/10000.

## Історія

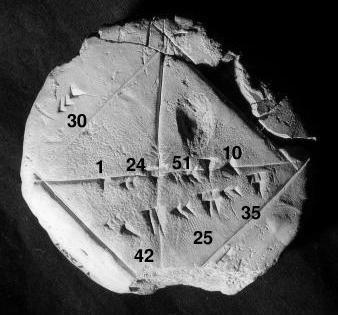
Вавилонська глиняна табличка з максимально точним зазначенням довжини діагоналі одиничного квадрата чотиризначним шістдесятковим числом.

Вавилонська глиняна табличка (1900 до н. е. — 1650 до н. е.) дає найточніше наближене значення {\displaystyle {\sqrt {2}}} при записі в чотирьох шістдесяткових цифрах, що після округлення становить 6 точних десяткових цифр:
{\displaystyle 1+{\frac {24}{60}}+{\frac {51}{60^{2}}}+{\frac {10}{60^{3}}}=1.41421{\overline {296}}.}
Інше раннє наближення цього числа в давньоіндійському математичному тексті, Шульба-сутри (бл. 800–200 до н. е.) дається наступним чином:
{\displaystyle 1+{\frac {1}{3}}+{\frac {1}{3\cdot 4}}-{\frac {1}{3\cdot 4\cdot 34}}={\frac {577}{408}}\approx 1.414215686.}
Піфагорійці виявили, що діагональ квадрата непорівнянна з його стороною, або сучасною мовою, що квадратний корінь з двох є ірраціональним. Мало що відомо з певністю про час і обставини цього видатного відкриття, але традиційно його авторство приписується Гіппасу Метапонтському, якого за це відкриття, за різними варіантами легенди, піфагорійці не то вбили, не то вигнали, поставивши йому в провину руйнування головної піфагорейської доктрини про те, що «все є натуральне число». Тому квадратний корінь з 2 іноді називають постійною Піфагора, через те, що саме піфагорійці довели його ірраціональність, тим самим відкривши існування ірраціональних чисел.

## Алгоритми обчислення
Існує безліч алгоритмів для обчислення значення квадратного кореня з двох. В результаті алгоритму виходить приблизне значення {\displaystyle {\sqrt {2}}} у вигляді звичайної або десяткового дробу. Найпопулярніший алгоритм для цього, який використовується в багатьох комп'ютерах і калькуляторах, це вавилонський метод обчислення квадратних коренів. Він полягає в наступному:
{\displaystyle a_{n+1}={\frac {a_{n}+{\frac {2}{a_{n}}}}{2}}={\frac {a_{n}}{2}}+{\frac {1}{a_{n}}}.}
Чим більше повторень в алгоритмі (тобто, чим більше «n»), тим краще наближення квадратного кореня з двох. Кожне повторення приблизно подвоює кількість правильних цифр. Наведемо кілька перших наближень:
- 3/2 = 1.5
- 17/12 = 1.416…
- 577/408 = 1.414215…
- 665857/470832 = 1.4142135623746…

У 1997 році Ясумаса Канада вирахував значення √2 до 137 438 953 444 десяткових знаків після коми. У лютому 2007 року рекорд був побитий: Сігеру Кондо вирахував 200 мільярдів десяткових знаків після коми протягом 13 днів і 14 годин, використовуючи процесор з частотою 3,6 ГГц і 16 гігабайт оперативної пам'яті. Серед математичних констант тільки {\displaystyle \pi } було обчислено більш точно.

## Властивості квадратного кореня з двох
Половина √2 приблизно дорівнює 0.70710 67811 86548; ця величина дає в геометрії та тригонометрії координати одиничного вектора, який утворює кут 45° з координатними осями:
{\displaystyle {\frac {\sqrt {2}}{2}}={\sqrt {\frac {1}{2}}}={\frac {1}{\sqrt {2}}}=\cos(45^{\circ })=\sin(45^{\circ }).}
Одна з цікавих властивостей √2 полягає в наступному:
{\displaystyle \!\ {1 \over {{\sqrt {2}}-1}}={\sqrt {2}}+1}. Тому що {\displaystyle ({\sqrt {2}}+1)({\sqrt {2}}-1)=2-1=1.}
Це є результатом властивості срібного перетину.
Друга цікава властивість √2:
{\displaystyle {\sqrt {2+{\sqrt {2+{\sqrt {2+\cdots }}}}}}=2.\,}
Квадратний корінь з двох може бути виражений в уявних одиницях {\displaystyle i}, використовуючи тільки квадратні корені і арифметичні операції:
{\displaystyle {\frac {{\sqrt {i}}+i{\sqrt {i}}}{i}}} і {\displaystyle {\frac {{\sqrt {-i}}-i{\sqrt {-i}}}{-i}}.}
Квадратний корінь з 2 є єдиним числом, відмінним від 1, чия нескінченна тетрація дорівнює його квадрату.
{\displaystyle {\sqrt {2}}^{{\sqrt {2}}^{{\sqrt {2}}^{\ \cdot ^{\cdot ^{\cdot }}}}}=2}
Квадратний корінь з двох може бути також використаний для наближення {\displaystyle \pi }:
{\displaystyle 2^{m}{\sqrt {2-{\sqrt {2+{\sqrt {2+\cdots +{\sqrt {2}}}}}}}}\to \pi \ (m\to \infty )}
З точки зору вищої алгебри, {\displaystyle {\sqrt {2}}} є коренем многочлена {\displaystyle x^{2}-2} і тому є цілим алгебраїчним числом. Множина чисел виду {\displaystyle a+b{\sqrt {2}}}, де {\displaystyle ~a,b} — раціональне число, створює алгебраїчне поле. Воно позначається {\displaystyle \mathbb {Q} [{\sqrt {2}}]} і є підполем поля дійсних чисел.

## Доказ ірраціональності
Застосуємо доказ від протилежного: нехай, {\displaystyle {\sqrt {2}}} раціональний, тобто представляється у вигляді дробу {\displaystyle {\frac {m}{n}}}, де {\displaystyle m} і {\displaystyle n} — цілі числа.
Піднесемо рівність в квадрат:
{\displaystyle {\sqrt {2}}={\frac {m}{n}}\Rightarrow 2={\frac {m^{2}}{n^{2}}}\Rightarrow m^{2}=2n^{2}}.
Так як m2 містить парне число двійок, а 2n2 — непарне число двійок, отже рівність m2=2n2 неможлива.
Це означає, що вихідне припущення було невірним, і {\displaystyle {\sqrt {2}}} — ірраціональне число.

## Ланцюговий дріб
Квадратний корінь з двох може бути представлений у вигляді ланцюгового дробу:
{\displaystyle \!\ {\sqrt {2}}=1+{\cfrac {1}{2+{\cfrac {1}{2+{\cfrac {1}{2+{\cfrac {1}{2+\ddots }}}}}}}}.}
Відповідні дроби даного ланцюгового дробу дають наближені значення, швидко сходяться до точного квадратного кореня з двох. Спосіб їх обчислення простий: якщо позначити попередній відповідний дріб {\displaystyle {\frac {m}{n}}}, то подальший має вигляд {\displaystyle {\frac {m+2n}{m+n}}}. Швидкість збіжності тут менше, ніж у методу Ньютона, але обчислення набагато простіше. Випишемо декілька перших наближень:
{\displaystyle {\frac {3}{2}};\ {\frac {7}{5}};\ {\frac {17}{12}};\ {\frac {41}{29}};\ {\frac {99}{70}};\ {\frac {239}{169}};\ {\frac {577}{408}};\ {\frac {1393}{985}};\ {\frac {3363}{2378}}\dots }
Квадрат останнього наведеного дробу дорівнює (округлено) 2,000000177.

## Розмір паперу
Квадратний корінь з двох є пропорцією формату паперу ISO 216. Співвідношення сторін таке, що при розрізанні аркуша навпіл, паралельно його короткій стороні, вийдуть два аркуша тієї ж пропорції. Це дозволяє нумерувати такі, найуживаніші формати паперу, одним числом, згідно з геометричним зменшенням площі листа (відповідно числу розрізів) — А0, А1, А2, А3, А4,…